# Swazilands damlandslag i volleyboll
Swazilands damlandslag representerar Swaziland i volleyboll på damsidan. Laget har deltagit i kvalen till VM 2010, 2014 och 2018.